# Knap de Howar

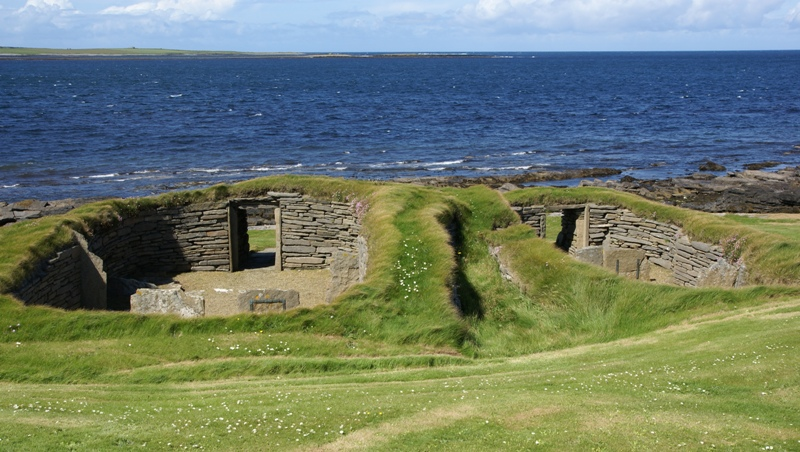
Vista de las dos edificaciones.

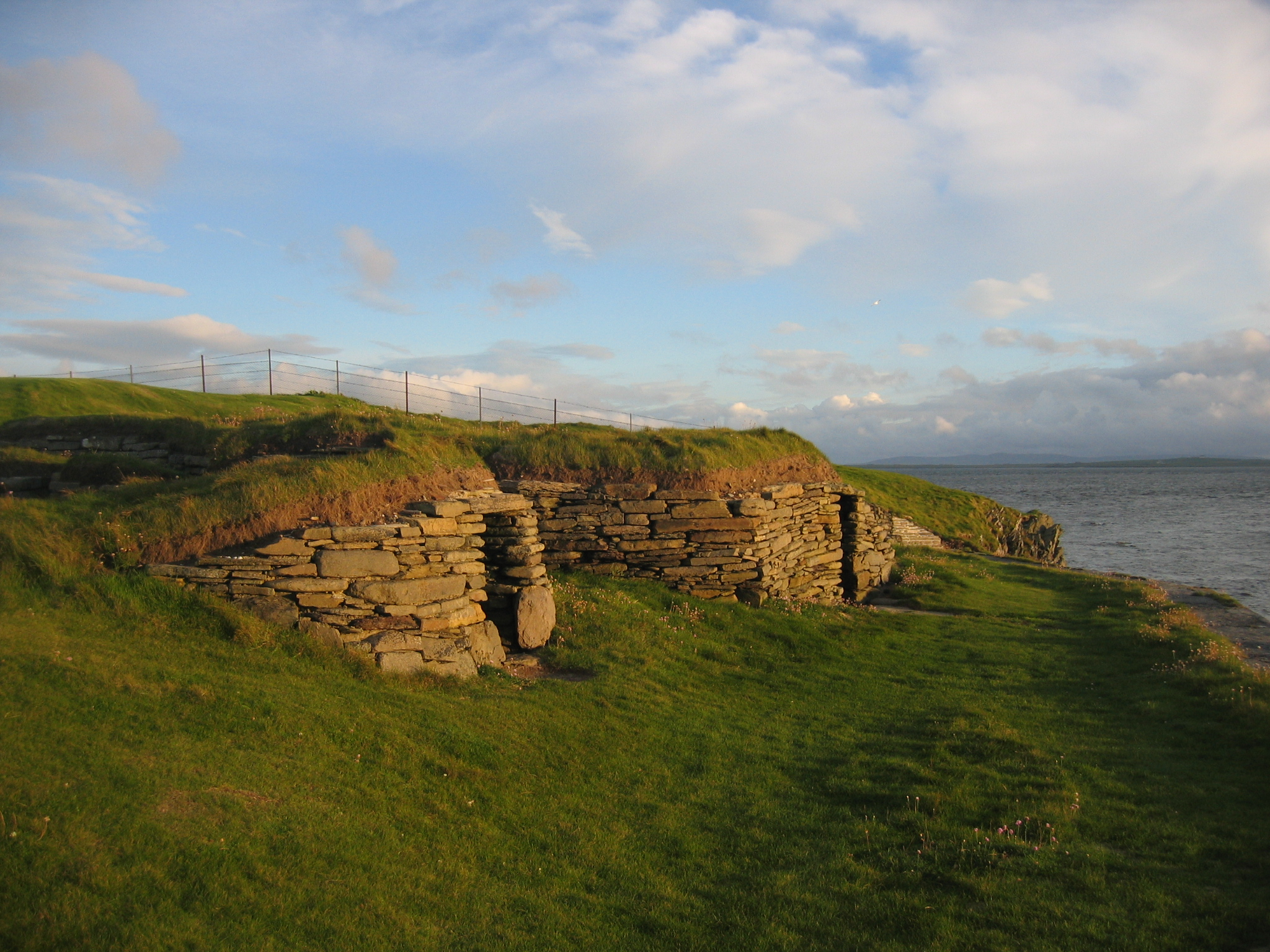
Fachada de los edificios que componen la granja de Knap de Howar, ahora cerca del mar, no así cuando fueron construidos.

El Knap de Howar, en inglés Knap of Howar o Knap o' Howar, es una granja neolítica en la isla de Papa Westray, del archipiélago de las islas Orcadas, en Escocia. Puede ser la casa de piedra más antigua conservada en el noroeste de Europa. La datación por radiocarbono muestra que fue ocupado desde 3700 a. C. a 2800 a. C., tiempo antes que construcciones similares del asentamiento de Skara Brae, en la Mainland, también de las Orcadas.

## Asentamiento

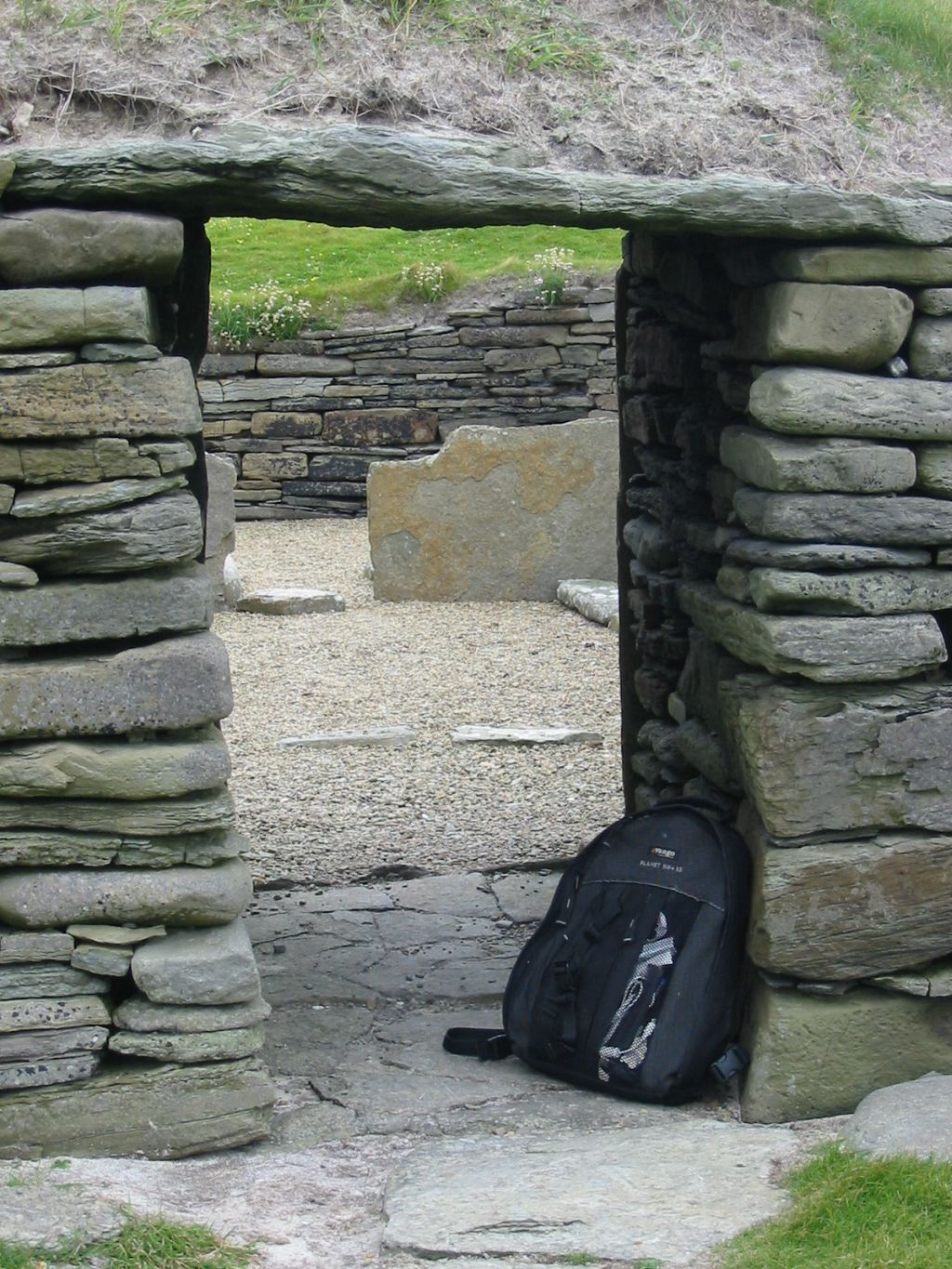
Mirando hacia el interior de la casa, a través de la baja puerta de entrada de la casa principal. La mochila da una idea de la escala.

La granja consta de dos edificios rectangulares redondeados adyacentes de paredes gruesas con puertas muy bajas frente al mar. La estructura grande y más antigua está unida por un paso bajo con el otro edificio, que ha sido interpretado como un taller o una segunda casa. Fueron construidos sobre un anterior vertedero, y fueron rodeados por material de desecho que los ha protegido. No hay ventanas, por lo que las estructuras fueron, supuestamente, iluminadas por el fuego, con un agujero en el techo para dejar salir el humo. A pesar de que ahora se sitúan cerca de la orilla y la casa principal se asoma sobre el mar, habrían permanecido inicialmente hacia el interior, siendo esto el efecto del cambio del nivel del mar. La orilla pone al descubierto piedra local que se divide en planchas delgadas, dando una fuente de material de construcción para los muros de piedra seca.
Las paredes siguen en pie y poseen un alero a una altura de 1,6 metros, y el mobiliario es de piedra, permaneciendo casi intacto, dando una impresión viva de la vida en la casa. Chimeneas, muros divisorios, camas y estantes de almacenamiento están en perfecto estado, y no se encontraron agujeros para postes que indicasen una estructura del techo.
La evidencia de los basureros muestra que los habitantes se dedicaban a la cría de ganado, ovejas y cerdos, cultivo de cebada y trigo, marisqueo, y a la pesca, de especies que han de ser capturadas usando barcos y caza.
Los hallazgos de cerámica Unstan de finas manufactura y decoración enlaza a los habitantes con las tumbas de tipo cairn de cámara cercanas y a sitios más lejanos, incluyendo Balbridie y Eilean Domhnuill. El nombre «Howar» se cree que deriva de la palabra del nórdico antiguo haugr, cuyo significado es ‘montículos’ o ‘túmulos’, por tanto el significado sería ‘loma de los montículos’.
El sitio está al cuidado de la institución Historic Scotland.